# Marba (langue)
Pour les articles homonymes, voir Marba.
Le marba est une langue tchadique d’origine afro-asiatique parlée par les ethnies Azumeina du Tchad comme leur première langue. Marba est aussi le nom de l’une de ces ethnies Azumeina.

## Description
Le marba est encore une des premières langues parlée dans la Tandjilé Ouest (un des trois départements composant la région de la Tandjilé) et dans le département de la Kabbia (région du Mayo-Kebbi Est). La Tandjilé et le Mayo-Kebbi Est sont des régions très peuplées du sud-ouest tchadien.
D’autres variantes incluent la maraba. Historiquement la langue marba a aussi été appelée azumeina au cours de l'histoire. Banana et bananna ho-ho étaient utilisés parfois au temps de l’administration française mais sont tombés en désuétude. Le marba est à distinguer du marfa (mvu) et du maba (mde) qui sont des langues parlés dans le Ouaddaï et le Wadi Fira (régions de l’est du Tchad).

## Classification
Le marba est classé dans la sous famille des langues masa faisant partie des langues tchadiques, elles-mêmes de la famille des langues afro-asiatiques.

## Diffusion géographique
Les tribus suivants parlent marba et sont donc appelés Azumeina : 
- Marba
- Kolon (incorrectement aussi Koloŋ, Kolong)
- Leou (ou Léo).

Chacune de ces tribus est composée de plusieurs clans. Le nom d’un clan est souvent le même que le nom du village ou du canton comme indiqué dans les tableaux suivants.
Beaucoup d’Azumeina vivent maintenant en dehors de leur zone traditionnelle. Par exemple, il y a une importante communauté de locuteurs marba à N’Djaména et dans les alentours de Kouroup au nord de Koyom dans le département du Mayo-Boneye (Mayo-Kebbi Est).
Les clans Marba
| Nom de clan                                           | Lieu (sous-préfecture) |
| ----------------------------------------------------- | ---------------------- |
| Gogor (qui comprend les Damndou et les Kakraou)       | Baktchoro              |
| Tchiré (avec les Tchiré Orgui et les Tchiré Magoumei) | Baktchoro              |
| Kolbeye (Kolobeye)                                    | Baktchoro              |
| Méguiné                                               | Bagaye et Mésmé        |
| Monogoye                                              | Mésmé                  |
| Koureye                                               | Baktchoro              |
| Dih (Dí)                                              | Baktchoro              |
| Bagaye                                                | Bagaye                 |
| Kandja                                                | Baktchoro              |

Les clans Kolon
| Nom de clan | Lieu (sous-préfecture)                                               |
| ----------- | -------------------------------------------------------------------- |
| –           | Kolon ouest de Dadji et Massang, et au nord de la route de Kelo-Béré |

Les clans Leou
| Nom de clan | Lieu (sous-préfecture)                                                                     |
| ----------- | ------------------------------------------------------------------------------------------ |
| –           | Leou-Mbassa (Kabbia) et la partie sud-ouest du département du Mont D’Illi (Mayo-Kebbi Est) |

Certains clans Musey utilisent Marba
Les clans Moussey (aussi orthographié Musey au Tchad en littérature francais) suivants parlent Marba, mais en seconde langue :		
| Nom de clan | Lieu (sous-préfecture)                                                                 |
| ----------- | -------------------------------------------------------------------------------------- |
| Domo        | Le canton Leou-Mbassa dans la sous préfecture de Gounou Gaya, région de Mayo-Kebbi Est |
| Djarau      |                                                                                        |
| Gamé        |                                                                                        |

### Variations géographiques
Le marba parlé comporte souvent des mots hausa et d’arabe tchadien. Cependant, plusieurs pensent que les variations géographiques de Marba sont à peine suffisamment importantes pour être appelés dialectes si on définit un dialecte comme se distinguant par son vocabulaire, sa grammaire et sa prononciation. Si la distinction principale est la prononciation, on considérera qu'il s'agit d'un même dialecte avec un accent différent.
Il y a peu de différence entre le marba parlé par les peuples Marba et Kolon. Les différences dans le discours des tribus Marba et Kolon d’une part et de la tribu Leou d’autre part sont plus liés à la prononciation qu’à la grammaire ou au vocabulaire. Cette différence affecte particulièrement des voyelles.
Les gens qui vivent à la périphérie de la zone de la langue marba mélangent des mots marba avec des mots de langues voisines. Cela se produit par exemple dans la région de Moussey de plus en plus comme on voyage de Leou vers Pala, Gounou Gaya et Fianga.

## Différents noms de la langue

### Les Azumeina et la langue marba
Les peuples Azumeina préfèrent maintenant appeler leur langue marba.
Toutefois, lorsque leur langue commença à être écrite dans les décennies 1950 et 1960, leur langue fut parfois appelée azumeina. Les clans Kolon et Leou ne se considèrent pas ethniquement comme Marba : ils ne se sentent pas faire partie de la tribu Marba même s’ils parlent la même langue. Cela a l’avantage d’éviter la confusion entre la tribu Marba et le groupe plus large de locuteurs de marba, la langue commune des Azumeina.
Marba est cependant maintenant généralement accepté par les peuples Azumeina comme le nom de leur langue commune. Cette approche simplifie la discussion sur les variations linguistiques dans les régions frontalières parce que les différences peuvent être expliquées plus facilement en termes de mélange des langues.
La transition vers cette nouvelle attitude se voit dans la chronologie des ouvrages suivants :   
- Un lexique publié par Colin Price en 1968 était intitulé « Azumeina-English Dictionary »[3]
- La Sainte Bible publiée par l’Alliance Biblique du Tchad en 1999 portait le sous-titre français La Sainte Bible en langue Azumeina[4]
- La sixième édition du livre de cantiques marba publié en décembre 2014 par le comité de traduction en langue marba portait le sous-titre français Cantiques en langue Marba[5].

### L’origine du nom marba
L’origine de marba est historiquement inconnue : aucun document ancien n’explique son origine. Mais Christian Seignobos rappelle que les Marba ont migré d’un côté de la rivière Logone pour s’installer sur l’autre rive au début du XXe siècle :

« Les migrations gumay ont été, en revanche, quelque peu bousculées par le passage du Logone, au Sud, de colonies marba et musey [sic], toujours plus nombreuses. Au début de la période coloniale, les Marba Gogor, après leurs démêlés avec le chef Azina Kolon, ont en effet traversé le Logone et les Musey [sic] les ont suivis. Faisant irruption dans le no man’s land dégagé par les Kwang, alors en repli devant les Masa à Vabolo et Kunsul, Marba et Musey [sic] ont agrandi le passage entre Kwang et Masa, allant jusqu’à coloniser les abords de la piste Bongor-Gelendeng. Les fronts pionniers masa avancent moins vite que les colonies marba-musey, [sic] disposant du poney. De tradition guerrière, Marba et Musey [sic] suscitent encore la crainte. Aussi les Kwang lâchent-ils pied devant eux et gagnent de leur côté le Chari, alors que les Masa ne progressent plus dans cette région. L’interférence marba-musey [sic] avec la remontée masa a fait s’infléchir le couloir de migration de ces derniers en direction des Munjuk, au Nord, ce qui complique encore une carte ethnique déjà passablement bigarrée dans cette région de l’interfluve Chari-Logone. »

Des légendes actuelles expliquent l’étymologie du mot marba de diverses façons :
- Un homme partit à la chasse et attrapa du gibier. Il partagea la viande avec ses frères, mais pas avec son père. Le père se plaignit d’avoir été laissé de côté c’est-à-dire « mar-ba » : or mar signifie oublier et ba signifie père
- Marba aurait été l’ancêtre de la tribu Marba. Les noms des clans Marba proviendraient des noms de ses fils.

Compte tenu de la pratique de donner à une personne un nom après un événement particulier, ces deux légendes ne s'excluent pas nécessairement mutuellement. D’autre part, elles peuvent être plus du mythe que de la légende.

### L’origine du nom Azumeina
L’étymologie d’Azumeina est historiquement inconnue.
En 1969, Robert Price écrivit : Les Français connaissent cette tribu sous le nom de « Banana » ou « Banana Marba », mais elle se fait appeler Azumeina. Dans la langue Azumeina, Banana signifie « mon ami », et Marba est un clan d’Azumeina ! Naturellement, les gens veulent être appelés par leur nom exact.

### Origine des noms familiersBananaetHo Ho

#### Banana
Le terme Banana a parfois été utilisé du temps de l’administration française pour désigner les Azumeina. Il est dérivé de l’expression marba « mon ami ».
On raconte qu’un fonctionnaire français demanda à quelqu’un quelle langue parlait son ami. La réponse fut : Banana Marba  (mon ami est Marba) ce qui fut compris par erreur comme étant le nom de cette population. Mais cette dernière n’apprécie pas qu’on l’appelle ainsi.

#### Ho Ho
« Ho Ho » se réfère à la pratique traditionnelle de communiquer à distance en criant « ho » avec le ton correspondant aux mots utilisés. La langue marba a trois tons.

## Linguistique

### Aperçu historique des travaux linguistiques
La langue marba fut mise par écrit au cours du XXe siècle par les représentants des peuples Azumeina avec le soutien des Assemblées Chrétiennes au Tchad, de l’Église catholique romaine, les Sociétés Bibliques Unies, de la Société Internationale de Linguistique et d’autres organisations. Cela fut considéré comme un moyen d’améliorer la vie, préserver la culture Azumeina et faciliter l’éducation et la prospérité.
Entre 1920 et 1950, plusieurs personnes produisirent des listes de mots. Par exemple, Johannes Lukas publia des informations sur le marba en 1937, y compris une liste de mots.
En 1959, des représentants des Assemblées Chrétiennes au Tchad publièrent et imprimèrent le premier livre dans la langue Marba. Celui-ci contenait 25 cantiques et quelques passages de la Sainte Bible, à savoir la prière du Seigneur, les Dix Commandements, Jean 3.16 et Romains 3.23. Le livre de cantiques fut élargi au fil du temps lors de plusieurs réimpressions.
Au milieu de la décennie 1960 le Comité pour la promotion et la traduction de la langue marba finalisa une orthographe basée sur un questionnaire qui fut envoyé à près de 500 locuteurs Marba. Cette orthographe fut utilisée pour les premiers livres complets de la Sainte Bible, à savoir Marc et Éphésiens. Ceux-ci furent imprimés en Amérique par l’American Bible Society en 1967,.
Colin Price publia le résultat de ses recherches dans son dictionnaire « Azumeina-anglais » de 500 pages publié en 1968. Travaillant séparément, Franco Nicola publia un lexique en 1970.
La première édition du Nouveau Testament complet fut publiée en Angleterre par l’Alliance Biblique (UBS) en 1978, avec le soutien des Assemblées Chrétiennes au Tchad et l’Église Catholique. La Sainte Bible (Ancien et Nouveau Testaments) fut préparé initialement par l’Alliance Biblique du Cameroun en 1994, mais fut publié par l’Alliance Biblique du Tchad en 1999,. 

### Orthographe et phonétique

#### Vers 1960 – 2000
Principes orthographiques
Les principes orthographiques finalisés dans la décennie 1960 resta généralement le même jusqu’en 2000. C’étaient les suivants :  
- Les caractères doivent pouvoir être tapés sur une machine à écrire française.
- Les caractères (graphèmes) doivent être écrits d’une manière similaire au français pour minimiser un apprentissage supplémentaire. Seule exception  : « ou » qui fut écrit « u » pour simplifier les groupes de voyelles. Le français fut choisi comme référence car il est l’une des deux langues nationales officielles du Tchad et c’était la langue écrite de ce pays.
- Les tonalités doivent être indiquées uniquement pour éviter toute ambiguïté avec un autre mot, car les locuteurs dont le marba est la première langue connaissent les tons.

Cette orthographe pouvoir être lue en ligne (internet),.
Phonèmes de voyelles et les tons
Le marba a trois tons. Sous réserve des principes orthographiques au-dessus, les voyelles a, e, i, o et u fut annotés comme suit par ordre de préséance : avec un tréma pour les voyelles longues, circonflexe pour les voyelles nasales, aigu pour le ton aigu, grave pour le ton basse, ton moyen non marqué.
L’apostrophe indiqua :
- Si deux voyelles adjacentes étaient prononcées comme phonèmes distincts (c.-à-d. pas comme une diphtongue)
- Les consonnes implosive, comme expliqué ci-dessous.

Phonèmes consonantiques
Les consonnes furent écrites comme indiqué dans le tableau 1.	
Ponctuation
Les guillemets ne furent pas utilisés. On utilisa seulement le discours indirect, pas le discours direct.
Les points finals, les points d’interrogation, deux points et points-virgules furent utilisés d’une manière similaire au français.

#### Les développements actuels dans l’orthographe
La mise en œuvre d’Unicode dans un large éventail de logiciels dans les années 2000 a facilité l’utilisation d’un plus large éventail de lettres (graphèmes).
En 2009, le gouvernement du Tchad a précisé les caractères à utiliser pour les langues tchadiennes.
En plus des lettres utilisées précédemment, la sixième édition du livre de cantiques Marba publié en 2014 :  
- simplifia l’orthographe de certains phonèmes consonantiques en ajoutant de nouvelles lettres (voir tableau 1)
- inclut voyelles supplémentaires Ə ə (U+018A, U+0259) et Ɨ ɨ (U+0197, U+0268)
- utilisa le tilde qui est la manière la plus habituelle pour indiquer les voyelles nasales (en 		remplacement de l’accent circonflexe).

Tableau 1 : orthographe de consonnes utilisées avant AD 2000 par comparaison avec l’édition 2014 de la livre de cantiques Marba,,
| Catégorie          | Type                            | Aphone                  | Voisé          | Implosive                              |
| ------------------ | ------------------------------- | ----------------------- | -------------- | -------------------------------------- |
| Aspiration arrêtée | Bilabial                        | p                       | b              | b’→Ɓ ɓ (U+0181, U+0253)                |
|                    | Dental                          | t                       | d              | d’→Ɗ ɗ (U+018A, U+0257)                |
|                    | Vélaire                         | k                       | g              | ’V→Ɦ, ɦ (U+A7AA, U+0266) (à confirmer) |
| Fricative          | Labiodental                     | f                       | v              | -                                      |
|                    | Langue plaquée sur les alvéoles | s                       | z              | -                                      |
|                    | Diffusion alvéolo-dentaire      | tch→c                   | dj             | -                                      |
|                    | Langue contre les dents         | hl                      | zl             | -                                      |
|                    | Aspiration latérale             | h                       | -              | -                                      |
| Liquidés           | Alvéolaire latéral              | -                       | l              | -                                      |
|                    | Alvéolaire vibrant dynamique    | r                       | r              | -                                      |
| Semi-voyelles      |                                 | w                       | y              | -                                      |
| Nasales            | Bilabial                        | m                       | mb             | -                                      |
|                    | Alvéolaire / dentaire           | n                       | nb             | -                                      |
|                    | Vélaire (avant AD 2000)         | - ngV ng (n)            | ndj ngV (ng) - |                                        |
|                    | Vélaire (actuelle)              | ng→Ŋ ŋ (U+014A, U+014B) |                | -                                      |

Les tableaux suivants indiquent les caractères actuellement utilisés dans les documents qui furent consultés pour cet article:									
- Tableau 2 : consonnes
- Tableau 3 : voyelles
- Tableau 4 : notation tonale et de prononciation pour des voyelles
- Tableau 5 : les signes de ponctuation.

Tableau 2 : consonnes actuellement utilisé, avec leur numéro Unicode U+0000
| B | Ɓ   | C | D | Ɗ   | F | G | H | *    | J | K |
| - | --- | - | - | --- | - | - | - | ---- | - | - |
|   | 181 |   |   | 18A |   |   |   | A7AA |   |   |
| b | ɓ   | c | d | ɗ   | f | g | h | ɦ    | j | k |
|   | 253 |   |   | 257 |   |   |   | 266  |   |   |

| L | M | N | *   | P | R | S | T | V | W | Z |
| - | - | - | --- | - | - | - | - | - | - | - |
|   |   |   | 14A |   |   |   |   |   |   |   |
| l | m | n | ŋ   | p | r | s | t | v | w | z |
|   |   |   | 14B |   |   |   |   |   |   |   |

Tableau 3 : voyelles actuellement utilisé, avec leur numéro Unicode U+0000
| A | Ã  | *  | E | *    | *   | I | *   | Ï  | Ɨ   | O | *  | U | *   |
| - | -- | -- | - | ---- | --- | - | --- | -- | --- | - | -- | - | --- |
|   | C3 | C4 |   | 1EBC | 18F |   | 128 | CF | 197 |   | D5 |   | 168 |
| a | ã  | ä  | e | ẽ    | ə   | i | ĩ   | ï  | ɨ   | o | õ  | u | ũ   |
|   | E3 | E4 |   | 1EBD | 259 |   | 129 | EF | 268 |   | F5 |   | 169 |

Tableau 4 : notation tonale et notation de prononciation pour des voyelles actuellement utilisé, avec leur numéro Unicode U+0000
| Á  | *  | *  | *  |     |
| -- | -- | -- | -- | --- |
| C1 | C0 | CC | DA |     |
| á  | à  | ì  | ú  | ʼ   |
| E1 | E0 | EC | FA | 2BC |

ʼ (U+02BC) indique que les deux voyelles adjacentes sont prononcées comme des sons séparés.
Bien que les majuscules marqués * ne soient pas utiliser dans les textes qui furent consultés pour cet article, ils furent utilisés pour l’écriture entièrement en majuscules, par exemple dans des titres.
Tableau 5 : les signes de ponctuation actuellement utilisé, avec leur numéro Unicode U+0000
| !  | ,  | .  | …  | ?  |
| -- | -- | -- | -- | -- |
| 21 | 2C | 2E | 3A | 3F |

### Vocabulaire
Dans l’introduction de son lexique, Colin Price déclarait qu’il avait 3 405 entrées.